# Long Sutton (Lincolnshire)
Long Sutton – miasto w Anglii, w hrabstwie Lincolnshire, w dystrykcie South Holland. Leży 67 km na południowy wschód od Lincoln i 143 km na północ od Londynu.
Miasto liczy 5037 mieszkańców.